# Phocas Grammaticus
Phocas ou Focas est un grammairien et poète latin qui a vécu à Rome à la fin du IVe  ou au Ve siècle, auteur d'un traité de grammaire intitulé Ars de nomine et verbo et d'une Vie de Virgile en hexamètres dactyliques.
L'Ars est un ouvrage pratique qui donne les genres et déclinaisons des noms, les groupes de conjugaison des verbes et la formation des parfaits, avec une large place faite à des listes de mots, notamment les formes irrégulières. Il y a deux préfaces, dont une en vers. Ce manuel a connu un grand succès dans les siècles suivants: il est cité par Priscien, Cassiodore, Aldhelm de Sherborne, Boniface de Mayence, Alcuin (qui en adresse une copie à son correspondant Beornrad, abbé d'Echternach) ; on en conserve 74 manuscrits médiévaux, dont 15 des VIIIe  et IXe siècles.
La Vie de Virgile en vers semble inspirée de celle de Donat (elle-même inspirée de celle de Suétone), ce qui conduit à placer chronologiquement Phocas entre Donat et Priscien. Avec la préface de l'Ars en vers, cette Vie range l'auteur dans la catégorie des « poètes-grammairiens », nombreuse dans l'Antiquité tardive.

## Éditions
- Colette Jeudy, « L’Ars de nomine et verbo de Phocas : Manuscrits et commentaires médiévaux », Viator 5 (1974), p. 62
- Vita Vergilii, éd. Colin G. Hardie, Vitae Vergilianae antiquae, Oxonii, 1966
- Giorgio Brugnoli, Foca : Vita di Virgilio, Pise, 1984
- Vita Vergilii, éd. Fabio Stok, in Vitae Vergilianae antiquae, éd. Georgius Brugnoli et Fabius Stok, Rome, 1997